# Ikerasak
Ikerasak [iˈkɜʁasak] (nach alter Rechtschreibung ebenfalls Ikerasak) ist eine Siedlung in Grönland in der Avannaata Kommunia im Distrikt Uummannaq.

## Lage
Ikerasak liegt an der südöstlichen Spitze auf einer langgezogenen gleichnamigen Insel, etwa 36 Kilometer westsüdwest vom Distrikthauptort Uummannaq entfernt. Nördlich fließt der Sund Ikinnguaq, die bei Ikerasak von der Insel Qeqertarsuaq in den Ikerasannguaq und den Ikerasassuaq geteilt wird. Auf der anderen Seite des Ikinnguaq liegt die Drygalski Halvø (Nunatarsuaq).

## Geschichte
Ikerasak war schon zu Beginn der Kolonialzeit bewohnt. Im Jahr 1793 lebten 20 Menschen in Ikerasak, von denen noch 15 ungetauft waren. 1799 wurde ein Haus errichtet und der Koch Svend Larsen begann in Ikerasak Garnfang zu betreiben, im Winter mit Hilfe eines Matrosen. 1805 lebten 49 Personen in Ikerasak. Svend Larsen starb 1811 und der Ort war wieder nur ein grönländischer Wohnplatz. 1822 wurde der Ort zum Udsted ernannt und Harald Christian Grundeitz wurde erster Udstedsverwalter, was er bis zu seinem Tod 1866 blieb. Er war äußerst erfolgreich und es wurden häufig bis zu 1300 Seehunde pro Jahr gefangen. 1849 lebten 65 Menschen in Ikerasak.
Ikerasak wurde 1911 eine eigene Gemeinde im Kolonialdistrikt Uummannaq, der noch die Wohnplätze Uummannatsiaq und Qarajaq angehörten. In der Vergangenheit waren auch Saattut und Akuliaruseq als Wohnplätze dem Udsted zugeordnet gewesen. Die Gemeinde war Teil des 8. Landesratswahlkreises Nordgrönlands und hatte einen Gemeinderat mit vier Mitgliedern.
1915 lebten in Ikerasak bereits 110 Menschen, darunter ein Däne. Es gab 17 grönländische Wohnhäuser, eine Udstedsverwalterwohnung von 1909, ein verfallenes altes Wohnhaus, einen Laden mit Packhaus aus Stein von 1854, ein hölzernes Proviantlager von 1898, zwei Fassbindereien, die als Grönländerhäuser gebaut waren und drei Speckhäuser von 1850, 1875 und 1909. Die Kirche war ein Torfmauerhaus von 1860, das 1903 versetzt wurde und dabei mit einem hohen Holzdach versehen wurde. Sie hatte unter anderem einen Predigtstuhl, ein Taufbecken, einen Altar und ein Altarbild. Außerdem gab es ein eigenes 17 m² großes Schulgebäude von 1860, das ebenfalls 1903 versetzt wurde. 1937 wurde eine Schulkapelle gebaut und 1941 und 1945 zwei Packhäuser. Zwischen 1930 und 1960 lag die Einwohnerzahl recht konstant bei etwa 100 Personen. Bis 1970 stieg sie aber stark an auf 269 Einwohner. 1964 wurde der Laden umgebaut und eine Werkstatt errichtet, 1965 eine Hebammenwohnung, 1966 ein Gastheim für Fischer und 1967 eine Schule. 1968 wurde eine Telestation errichtet und mit einem kurz darauf gebauten Kraftwerk konnten die öffentlichen Einrichtungen mit Strom versorgt werden.
1950 wurde Ikerasak Teil der neuen Gemeinde Uummannaq. Bei der Verwaltungsreform 2009 wurde der Ort der Qaasuitsup Kommunia zugeordnet. Seit 2018 gehört Ikerasak zur Avannaata Kommunia.

## Wirtschaft
Ikerasak lebt von der Fisch- (Heilbutt, Seewolf), Robben-, Wal-, Rentier- und Moschusochsenjagd. Die Bewohner arbeiten als Dienstleister, Verkäufer, Lehrer, Betreuer oder in der Wäscherei, im Altenheim, in der Versorgung, Verwaltung oder im Tourismus. Die Beschäftigungsrate beträgt 44 %.

## Infrastruktur und Versorgung
Ikerasak hat zwei Häfen. Einen im Norden für die Fischfabrik und einer in der Mitte für den sonstigen Boots- und Schiffsverkehr. Im Süden der Siedlung befindet sich der Heliport Ikerasak. Ansonsten werden zum Transport Hundeschlitten und Schneemobile eingesetzt. Die Straßen sind nicht befestigt, sondern sind eher lose Wege.
Die Stromversorgung geht durch ein Kraftwerk vonstatten, Wasser wird dem nördlich liegenden See Kakisalik entnommen und durch Ölöfen erhitzt. Eine Kanalisation besteht nicht, sondern Tanks, deren Inhalt ins Meer gefüllt wird. Sonstiger Müll gelangt auf die Müllhalde im Süden. Die Schule Ole Løvstrømip Atuarfia unterrichtet 36 Schüler.

## Bebauung
Die alte Kirche wurde 1937 gebaut, aber 1980 entfunktionalisiert. Zudem existieren zwei Friedhöfe: Ein alter und der aktuell genutzte. Es gibt mehrere geschützte Gebäude im Ort.

## Sport
Der 1956 gegründete Fußballverein Eqaluk-56 Ikerasak konnte sich 2005, 2008 und 2011 für dreimal für die Schlussrunde der Grönländischen Fußballmeisterschaft qualifizieren.

## Söhne und Töchter
- Peter Fleischer (1904–1977), Landesrat
- Jørgen Fleischer (1924–2012), Journalist und Schriftsteller
- Ellen Christoffersen (* 1972), Politikerin (Atassut)

## Bevölkerungsentwicklung
Die Einwohnerzahl von Ikerasak ist über lange Sicht gesehen – manchmal steigend, manchmal fallend – stabil.